# Falsi colori
La tecnica del falso colore viene usata per rendere visibili informazioni o immagini normalmente non percepibili all'occhio umano (come per esempio immagini riprese all'infrarosso o all'ultravioletto), ma registrabili tramite strumenti appositi.
La tecnica viene usata anche in astronomia, per elaborare immagini riprese originariamente in bianco e nero o filtrate su specifiche lunghezze d'onda, ricombinandole poi per simulare la colorazione effettiva.
Un esempio molto noto di tale tecnica è la Hubble Palette, creata per proporre le osservazioni monocromatiche del telescopio spaziale Hubble in falsi colori, convertendo le emissioni dello zolfo ionizzato (SII), dell’idrogeno alfa (Ha) e le emissioni dell’ossigeno due volte ionizzato (OIII) a rispettivamente ai colori rosso, verde e blu.